# Diócesis de Teófilo Otoni

Regional CNBB Leste 2.

Mapa de la Diócesis de Teófilo Otoni.

La diócesis de Teófilo Otoni (en latín: Dioecesis Otonipolitana y en portugués: Diocese de Teófilo Otoni) es una circunscripción eclesiástica latina de la Iglesia católica en Brasil, sufragánea de la arquidiócesis de Diamantina. La diócesis tiene al obispo Messias dos Reis Silveira como su ordinario desde el 14 de noviembre de 2018. 

## Territorio y organización
La diócesis tiene 25 376 km² y extiende su jurisdicción sobre los fieles católicos de rito latino residentes en la parte oriental del estado de Minas Gerais.
La sede de la diócesis se encuentra en la ciudad de Teófilo Otoni, en donde se halla la Catedral de la Inmaculada Concepción.
En 2020 en la diócesis existían 42 parroquias.

## Historia
La diócesis fue erigida el 27 de noviembre de 1960 con la bula Sicut virentes del papa Juan XXIII, obteniendo el territorio de la diócesis de Araçuaí.
El 28 de marzo de 1981 cedió una parte de su territorio para la erección de la diócesis de Almenara mediante la bula Quoniam omnis Pastorum del papa Juan Pablo II.

## Estadísticas
De acuerdo al Anuario Pontificio 2021 la diócesis tenía a fines de 2020 un total de 323 850 fieles bautizados.
| Año                                                                             | Población            | Población | Población      | Sacerdotes | Sacerdotes    | Sacerdotes    | Bautizados por sacerdote | Diáconos permanentes | Religiosos | Religiosos | Parroquias |
| Año                                                                             | Bautizados católicos | Total     | % de católicos | Total      | Clero secular | Clero regular | Bautizados por sacerdote | Diáconos permanentes | Varones    | Mujeres    | Parroquias |
| ------------------------------------------------------------------------------- | -------------------- | --------- | -------------- | ---------- | ------------- | ------------- | ------------------------ | -------------------- | ---------- | ---------- | ---------- |
| 1966                                                                            | 700 000              | 850 000   | 82.4           | 31         | 3             | 28            | 22 580                   |                      | 17         |            | 21         |
| 1970                                                                            | 980 000              | 1 000     | 98.0           | 41         | 13            | 28            | 23 902                   |                      | 28         | 80         | 25         |
| 1976                                                                            | 580 000              | 640 000   | 90.6           | 36         | 13            | 23            | 16 111                   |                      | 24         | 56         | 23         |
| 1980                                                                            | 601 000              | 647 000   | 92.9           | 35         | 15            | 20            | 17 171                   |                      | 23         | 72         | 25         |
| 1990                                                                            | 522 000              | 604 000   | 86.4           | 31         | 25            | 6             | 16 838                   |                      | 6          | 49         | 37         |
| 1999                                                                            | 575 000              | 677 000   | 84.9           | 30         | 22            | 8             | 19 166                   |                      | 10         | 53         | 33         |
| 2000                                                                            | 383 184              | 477 730   | 80.2           | 34         | 25            | 9             | 11 270                   |                      | 32         | 65         | 31         |
| 2001                                                                            | 383 184              | 477 730   | 80.2           | 31         | 21            | 10            | 12 360                   |                      | 32         | 65         | 31         |
| 2002                                                                            | 370 133              | 479 500   | 77.2           | 31         | 21            | 10            | 11 939                   |                      | 32         | 65         | 31         |
| 2003                                                                            | 383 000              | 477 700   | 80.2           | 34         | 22            | 12            | 11 264                   |                      | 13         | 65         | 33         |
| 2004                                                                            | 362 135              | 492 031   | 73.6           | 32         | 19            | 13            | 11 316                   |                      | 14         | 44         | 33         |
| 2010                                                                            | 340 000              | 477 000   | 71.3           | 39         | 27            | 12            | 8717                     |                      | 12         | 50         | 38         |
| 2014                                                                            | 359 000              | 501 000   | 71.7           | 46         | 29            | 17            | 7804                     |                      | 20         | 43         | 41         |
| 2017                                                                            | 388 890              | 513 395   | 75.7           | 50         | 36            | 14            | 7777                     |                      | 28         | 23         | 39         |
| 2020                                                                            | 323 850              | 488 200   | 66.3           | 53         | 41            | 12            | 6110                     |                      | 13         | 57         | 42         |
| Fuente: Catholic-Hierarchy, que a su vez toma los datos del Anuario Pontificio. |                      |           |                |            |               |               |                          |                      |            |            |            |

## Episcopologio
- Quirino Adolfo Schmitz, O.F.M. † (22 de diciembre de 1960-3 de agosto de 1985 renunció)
- Fernando Antônio Figueiredo, O.F.M. (3 de agosto de 1985 por sucesión-15 de marzo de 1989 nombrado obispo de Santo Amaro)
- Waldemar Chaves de Araújo (18 de noviembre de 1989-26 de junio de 1996 nombrado obispo de São João del Rei)
- Diogo Reesink, O.F.M. † (25 de marzo de 1998-25 de noviembre de 2009 retirado)
- Aloísio Jorge Pena Vitral (25 de noviembre de 2009-20 de septiembre de 2017 nombrado obispo de Sete Lagoas)
- Messias dos Reis Silveira, desde el 14 de noviembre de 2018